# Брештя
Брештя (рум. Breștea) — село у повіті Тіміш в Румунії. Входить до складу комуни Дента.
Село розташоване на відстані 393 км на захід від Бухареста, 45 км на південь від Тімішоари.

## Населення
За даними перепису населення 2002 року у селі проживали 535 осіб.
Національний склад населення села:
| Національність | Кількість осіб | Відсоток |
| -------------- | -------------- | -------- |
| болгари        | 460            | 86,0%    |
| румуни         | 62             | 11,6%    |
| угорці         | 9              | 1,7%     |

Рідною мовою назвали:
| Мова       | Кількість осіб | Відсоток |
| ---------- | -------------- | -------- |
| болгарська | 459            | 85,8%    |
| румунська  | 63             | 11,8%    |
| угорська   | 9              | 1,7%     |